# Fritz Otto Bernert
Fritz Otto Bernert (Racibórz, 6 marzo 1893 – Racibórz, 18 ottobre 1918) è stato un militare e aviatore tedesco, asso dell'aviazione durante la prima guerra mondiale accreditato di 27 vittorie aeree.

## Biografia
Fritz Otto Bernert nasce il 6 marzo 1893 a Racibórz nell'allora provincia della Slesia del Regno di Prussia, figlio del Bürgermeister (sindaco) della cittadina. Entra nell'esercito nel 1912 e viene assegnato al 173º Reggimento di fanteria dove presta servizio anche all'inizio della prima guerra mondiale. Bernert viene ferito in combattimento diverse volte nei mesi di novembre e dicembre del 1914. Il suo quarto incidente sul campo di combattimento avviene ad opera di un colpo inflitto da una baionetta che recide un importante nervo del suo braccio sinistro. Dopo un periodo di convalescenza emerge che il suo braccio era totalmente inutilizzabile e ciò gli costa l'allontanamento dal corpo della fanteria per invalidità.

### Il servizio presso l'aviazione
Fritz Otto Bernert viene mandato nella Fliegertruppen des deutschen Kaiserreiches e addestrato come osservatore aereo. Dopo aver conseguito il brevetto vola in molte missioni di ricognizione nella Feldflieger Abteilung (FFA) 27 dal febbraio al luglio del 1915. Viene poi assegnato alla FFA 71 dove rimane fino a novembre. Bernert richiede di essere addestrato come pilota; nascondendo la sua disabilità con successo viene accettato. Anche il fatto di portare gli occhiali non è stato per lui motivo di rigetto.
Nel marzo 1916, dopo aver ottenuto il brevetto da pilota, viene assegnato alla Kampfeinsitzerkommando (KEK) Vaux. Il 17 aprile 1916 a bordo di un Fokker Eindecker ottiene la sua prima vittoria aerea ai danni di un Nieuport.
Visto che la KEK Vaux ha portato molti ed ottimi risultati nella guerra aerea viene equipaggiata con i più moderni aerei Halberstadt D.II e il 25 agosto 1916, nella più ampia riorganizzazione dell'aviazione militare tedesca, viene inquadrata come una delle nuove squadriglie da caccia (Jagdstaffel) diventando così la Jagdstaffel 4 della Luftstreitkräfte. Il 6 settembre Bernert ottiene la prima vittoria aerea della nuova unità e il 9 novembre, dopo la sua quinta, sesta e settima vittoria aerea, diviene asso dell'aviazione tedesca.
Il 1º marzo 1917 viene trasferito nella Jagdstaffel 2 ottenendo la sua prima vittoria aerea il giorno 19 dello stesso mese. Nel mese di aprile, ricordato con il nome di Bloody April (aprile di sangue), il periodo più disastroso della storia dell'aviazione militare britannica, abbatte 14 aerei nemici segnando anche un record di 5 vittorie aeree in 20 minuti il 24 aprile. Quello stesso giorno riceve la più prestigiosa onorificenza dell'Impero tedesco, il Pour le Mérite.
Il 1º maggio Bernert viene trasferito nella Jagdstaffel 6 e nominato comandante. Qui ottiene le sue ultime tre vittorie con una 28ª ottenuta il 19 maggio che però non viene confermata. A metà del mese di maggio Bernert è vittima di un guasto al motore del proprio aereo che lo costringe ad atterrare fortunatamente dietro le linee tedesche e pochi giorni dopo esce di pista in fase di atterraggio nella corta pista dell'aerodromo rompendosi la mascella e ferendosi in molte parti gravemente. Anche se non in grado di volare, Bernert non lascia il comando dell'unità. Nel suo periodo di inattività ospita alcuni piloti dalla k.u.k. Luftfahrtruppen, l'aviazione militare dell'Impero austro-ungarico.
Il 9 giugno 1917 Bernert viene trasferito di nuovo nella Jagdstaffel 2 assumendone il comando che mantiene fino alla fine della sua carriera di pilota. Il precedente comandante, Franz Walz, non aveva ottenuto vittorie utili per ispirare i suoi piloti; anche Fritz Otto Bernert, a causa delle sue ferite, non riuscirà però a fare di meglio.
Anche durante questa esperienza ospita diversi piloti provenienti dalla k.u.k. Luftfahrtruppen influenzando, in tal modo, la tattica di caccia degli alleati della Germania. Nei mesi di giugno e luglio prende diversi periodi di licenza.

### La morte
Bernert viene gravemente ferito ancora una volta il 18 agosto 1917. Dopo questo incidente, che lo tiene in ospedale per 3 mesi, Bernert viene rimosso dal comando della squadriglia e viene sospeso dall'attività di pilota. Viene promosso al grado di Oberleutnant dopo l'uscita dall'ospedale.
Muore il 18 Ottobre 1918 di influenza spagnola nella sua città natale.